# Takeo Harada
Takeo Harada (jap. 原田 武男 Harada Takeo; ur. 2 października 1971) – japoński piłkarz występujący na pozycji pomocnika.

## Kariera klubowa
Od 1994 do 2010 roku występował w klubach Yokohama Flügels, Cerezo Osaka, Kawasaki Frontale, Oita Trinita, Avispa Fukuoka i V-Varen Nagasaki.